# Windows Marketplace
O Windows Marketplace é uma loja de aplicativos oferecida pela Microsoft. Foi lançado em 12 de julho de 2004 com o sistema operacional Windows XP. A loja operava com a conta Windows Live ID (mais tarde, conta Microsoft).
O Windows Marketplace foi anunciado em 12 de julho de 2004 e lançado em 12 de outubro de 2004. Tinha aproximadamente 20.000 aplicativos. A loja era compatível com os sistemas Windows Vista e Windows 7.
Em 16 de fevereiro de 2009, a Microsoft anunciou a versão do Windows Marketplace for Mobile para dispositivos Windows Mobile. Em 2010, foi substituída pelo Windows Phone Store.
Em 13 de setembro de 2011, na conferência Build, a Microsoft anunciou a Windows Store para o sistema Windows 8 (posteriormente chamada de Microsoft Store).